# Żmigród
Żmigród (avant 1946 : Trachenberg, en allemand) est une petite ville de Silésie (Pologne) de la voïvodie de Basse-Silésie et du district de Trzebnica (autrefois : Trebnitz). Avant 1945, elle faisait partie de l'arrondissement de Militsch (de) et du district de Breslau.
Sa population au 31 décembre 2010 était de 6 519 habitants.

## Municipalité
La commune, outre Żmigród, englobe également les villages suivants : Barkowo (avant 1946 : Groß-Bargen) ; Borek (Heidchen) ; Borzęcin (Borzenzin, après 1939 : Bornfeld) ; Bychowo (Beichau) ; Chodlewo (Kodlewe, après 1937 : Langhausen) ; Dębno (Deutsch Damno, après 1935 : Deutscheich) ; Dobrosławice (Dobrtowitz, après 1936 : Gutfelde) ; Garbce (Karbitz, après 1937 : Eindorf) ; Gatka (Goitke) ; Grądzik (Herrmenau) ; Kanclerzowice (Kanterwitz) ; Karnice ; Kaszyce Milickie (Hermkaschütz, après 1937 : Hermhofen) ; Kędzie (Kendzie, après 1939  : Grüntal) ; Kliszkowice (Gross Klischwitz, après 1937 : Freyersdorf) ; Korzeńsko (Korsenz) ; Książęca Wieś (Fürstenau) ; Laskowa (Lauskowe, après 1936 Waldhöh) ; Łapczyce (Zerra, après 1937 : Labschütz) ; Morzęcino ; Niezgoda (Nesigode, après 1936 : Jagdhausen) ; Osiek ; Powidzko (Powitzko, après 1936 : Urdorf) ; Przedkowice (Przittkowitz, après 1936 : Gutweide) ; Przywsie (Grenzvorwerk) ; Radziądz (Radziunz, après 1935 : Radungen) ; Ruda Żmigrodzka (Hammer-Trachenberg) ; Sanie (Sayne, après 1936 : Seidorf) ; Węglewo (Wanglewe, après 1937 : Meilersdorf) ; Żmigródek (Schmiegrode).

## Architecture et tourisme

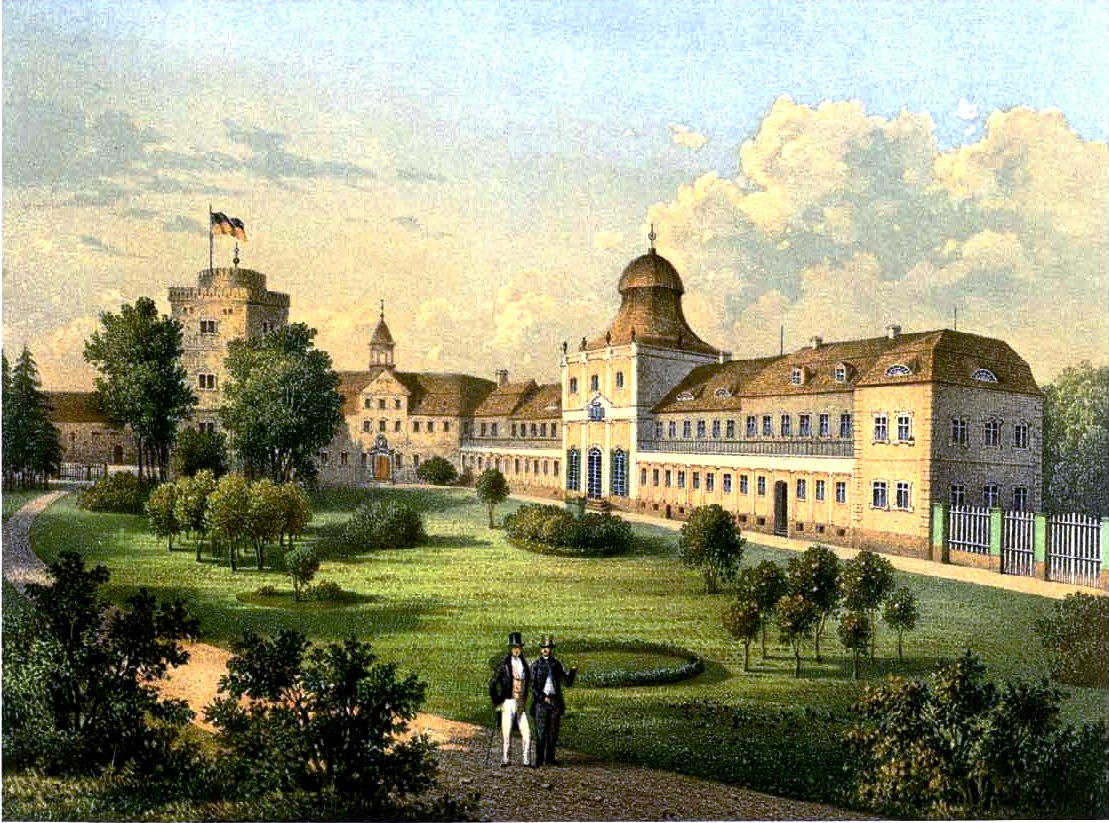
Château Hartzfeld au milieu du XIXe siècle (collection Alexander Duncker).

- Église paroissiale de la Sainte-Trinité XVIe – XVIIIe siècle ; chœur construit par Alexis Langer (de), 1868-1870
- Ruines du château Hartzfeld, construit par Christoph Hackner et Carl Gotthard Langhans, XVIIIe siècle
- Parc du château, XVIIIe et XIXe siècles
- Orangerie du château, XVIIIe siècle

## Personnalité liée à la commune
- Sophie von Hatzfeldt (1805-1881), socialiste allemande